# Зелёная полоса (картина Матисса)
«Зелёная полоса́» (фр. La Raie Verte) — картина Анри Матисса 1905 года, которая находится в собрании Государственного музея искусств в Копенгагене. Также известна под авторским названием «Мадам Матисс» (фр. Mme Matisse). 

## История
Портрет жены художника «Мадам Матисс» поразил современников своей «уродливостью», при этом критик Жак Ривьер воскликнул: «Он пишет правду, ужасную правду!».
Количество красок и интенсивность цвета на картине могут показаться запредельными даже для фовизма, к которому принадлежит картина. Фон в картине заменяют три цветовых плоскости, выстраивающие всю композицию. Причёска мадам Матисс выполнена в чёрных и сине-фиолетовых тонах и композиционно уравновешивается ярким фоновым сиреневым пятном. Светлая (розовая) и тёмная (зеленоватая) стороны лица разделены ключевым элементом картины — зелёной полосой, проходящей посередине лица мадам Матисс и сфокусированной на носу. 
Весной 1906 года картина была куплена американской четой Стайн (Сарой и Майклом — братом знаменитой Гертруды Стайн). Они дали полотну второе, ставшее затем основным, название «Зелёная полоса».

## Фовистский контекст
Лето 1905 года Матисс провел рисуя в средиземноморском рыбацком городке Коллиур, вместе с коллегой-художником Андре Дереном. В это время Матисс и Дерен исследовали роль цвета в своем искусстве, используя пятна ярких и смелых цветов, которые не всегда соответствовали фактической и естественной окраске объекта. Это экспериментальное лето положило начало движению, ныне известному как фовизм, которое характеризовалось яркими неестественными цветами и упрощением линий. Это нетрадиционное использование цвета наблюдается и в «Зеленой полосе», что вызвало споры в мире искусства. Один критик охарактеризовал художников как «les fauves» или «диких зверей», оскорбляющих зрителя своими возмутительными и неестественными цветами. Это оскорбление фактически назвало движение фовизмом.